# Хрёйнфоссар
Хрёйнфоссар (исл. Hraunfossar) — серия небольших водопадов протяжённостью около 900 метров, формирующихся из многочисленных ручейков (более 100), вытекающих из Хальдмундархрёйна (исл. Hallmundarhraun), лавового поля, образовавшегося в результате извержения одного из вулканов под ледником Лаунгйёкудль на западе Исландии в регионе Вестюрланд.
Водопады располагаются неподалёку от поселений Хусафедль (исл. Húsafell) и Рейкхольт, а также рядом с трубковидной лавовой пещерой Видгельмир.

## Происхождение

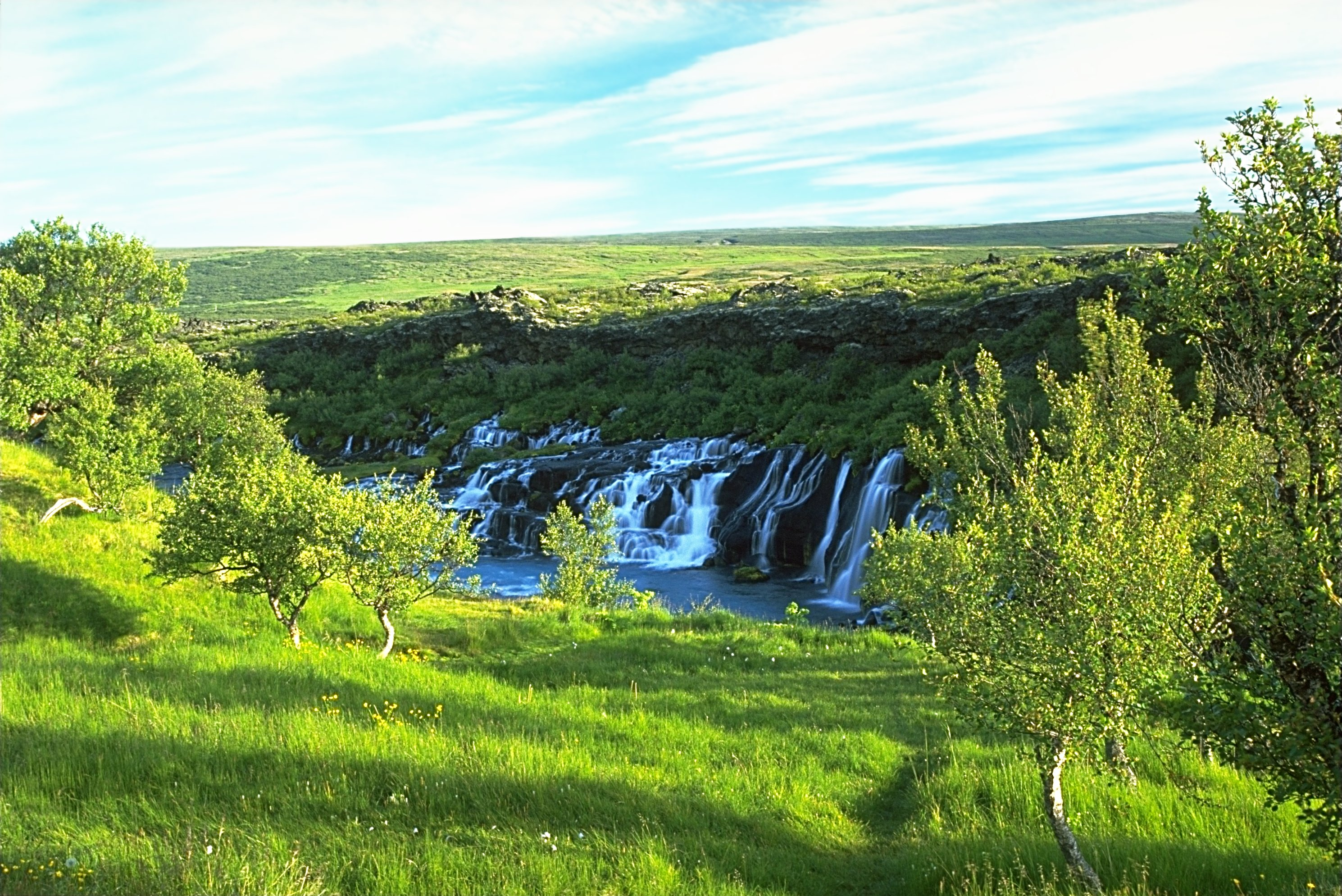
Хрёйнфоссар утром

Происхождение этих водопадов объясняется тем, что река Квитау, берущая начало в леднике Лаунгйёкудль, проделала себе собственное русло вдоль границы остановившегося там потока лавы Граухрёйн (исл. Gráhraun). Поскольку порода лавы пористая, река без труда просочилась в неё многочисленными потоками и ушла под землю до самого водонепроницаемого базальта. Под землёй, на протяжении одного километра, река выбирается наружу, образуя тем самым многочисленные водопады. Отсюда и произошло название этой системы водопадов: «hraun» берёт своё начало от исландского слова, означающее «лава».

## История
В непосредственной близости от водопадов Хрёйнфоссар, вверх по течению, есть система других водопадов, которые называются Барднафоссар (исл. Barnafossar). Их название (букв. детские водопады) произошло от несчастного случая, который, как говорят, имел место в глубокую старину: однажды жители ближайшего поселения Хрёйнсаус (исл. Hraunsás) отправились на рождественскую ярмарку, оставив двух детей дома. Возвратившись домой они обнаружили, что дети исчезли, но их след вёл прямиком к водопадам. Как оказалось, дети пытались перейти естественный каменный мост через водопады, но сорвались с него, упали в реку Квитау и утонули. После этого несчастья поражённая горем мать заставила жителей своего поселения разрушить мост до основания, чтобы подобные несчастные случаи не повторились.
В маленьком ущелье на реке Квитау есть специальный мост для туристов, с которого видны все эти водопады.